# Curzia Ferrari
Curzia Ferrari (Milano, 27 maggio 1929) è una poetessa, giornalista e scrittrice italiana.

## Biografia
Nata da padre genovese e madre lombarda, frequenta gli studi classici e contemporaneamente il liceo artistico. Studia russo. La introduce nel campo del giornalismo Giovanni Titta Rosa invitandola a collaborare a La Fiera Letteraria. È stata sposata con il maestro di musica Domenico Ferrari. Ha due figli e due nipoti. Ha raccontato la sua relazione con Salvatore Quasimodo in Dio del silenzio, apri la solitudine (Àncora Editore) .
Ha curato rubriche d'arte sull'Avanti!, Critica Sociale, L'Indipendente, Letture, Historia. Negli anni Settanta per il settimanale Gente ha svolto inchieste in URSS. Ha scritto sceneggiati per la RAI-TV e condotto i programmi radiofonici "Effemeridi" e "Poesia nel mondo". Ha tenuto abituali conferenze in molti Istituti di Cultura Italiana all'estero. Dal 1995 collabora con elzeviri a Il Giornale  Ha tradotto Viktor Sosnòra, Esenin, Achmatova, la Plejade di Puškin, le canzoni di Demjan Bedny e i poeti contadini russi da Kol'cov a Gamzatov. Le sue opere sono tradotte in 13 Paesi, e sono presenti nelle antologie. Ha vinto molti premi. Nel 2012 le è stato assegnato il premio alla carriera dalla giuria di Sulle orme di Ada Negri. Fra i riconoscimenti più importanti, il Premio del Presidente della Repubblica Italiana, la medaglia d'oro di benemerenza civica del Comune di Milano, l'Ordre des Arts e des Lettres dell'Académie de France., il Premio Caterina II per la diffusione della cultura russa in Italia.

## Opere principali

### Narrativa
- Majakovskij- la storia, il romanzo – SugarCo, 1982
- La divina Isadora – SugarCo, 1983
- Il vagabondo e le stelle, vita di Massimo Gorkij- De Agostini, 1991
- L'amoroso nulla – Morcelliana, 1996
- Angela Merici, tra Dio e il secolo – Morcelliana, 1998
- Il cavaliere nero, vita di Ignazio di Loyola – San Paolo, 1999
- Gorkij fra la critica e il dogma – Editori Riuniti, 2002
- Quadro velato, il romanzo di Margherita da Cortona – Àncora, 2005
- A fuochi spenti nel buio- Aragno, 2004
- Incidente di nudità (racconti)- OGE, 2010
- Dio del silenzio, apri la solitudine, la fede tormentata di S. Quasimodo- Àncora, 2008
- Conto alla rovescia (romanzo) - Book Time, 2011
- Voglio uno specchio! Interviste impossibili a Anna Achmàtova, Marina Cvetaeva e Mat'Marija Sobkova - Corsiero Editore, 2015
- I giorni di Jacques - Edizioni Ares 2019

### Saggistica
- Poesia futurista e marxismo – Pan, 1967
- Il marxismo e la Rivoluzione d'Ottobre – Pan, 1968
- Le memorie del processo Slanskij – Pan, 1969
- Slanskij 1952 – Ares, 2011
- Donne e Madonne-le sacre maternità di Giovanni Bellini – Àncora, 2000
- Il mondo femminile di Francesco negli affreschi di Assisi- Àncora, 2003
- L'ossessione delle Brigate Rosse - Gammarò edizioni  2021
- Per Salvatore Quasimodo, da un'idea di Curzia Ferrari con Cesare Cavalleri, Vincenzo Guarracino e Roberto Mussapi - Ares Edizioni 2022

### Poesia
- La giornata provvisoria – Cappelli, 1964
- Il tallone d'Achille - L'Airone, 1984
- Alberi – Maestri, 1989
- Fondotinta – Aragno, 2007
- Lucertola – Aragno, 2010
- Pietra - Aragno 2013 ISBN 978-88-8419-606-4
- Semaforo rosso - Aragno 2016 ISBN 978-88-8419-815-0
- Le stagioni della lucertola (antologia di tutta l'opera poetica selezionata di Curzia Ferrari) - in uscita per l'Editore Aragno